# アピタ伊賀上野店
アピタ伊賀上野店（アピタいがうえのてん）は、三重県伊賀市服部町にあるユニー株式会社の店舗である。

## 概要
アピタ伊賀上野はユニーの三重県3店目として、1997年7月26日に開業。1階、2階ともに核テナントのアピタ伊賀上野店が占める。
建物西側は衣料品店、雑貨店、飲食店などの専門店街となっている。